# ハムレット (チャイコフスキー)
幻想序曲『ハムレット』（ロシア語: Гамлет）作品67aは、ピョートル・チャイコフスキーが作曲した演奏会用序曲。シェイクスピアの戯曲『ハムレット』を題材としている。なお、チャイコフスキーは『ハムレット』上演のための劇付随音楽も作品67bとして作曲している。

## 概要

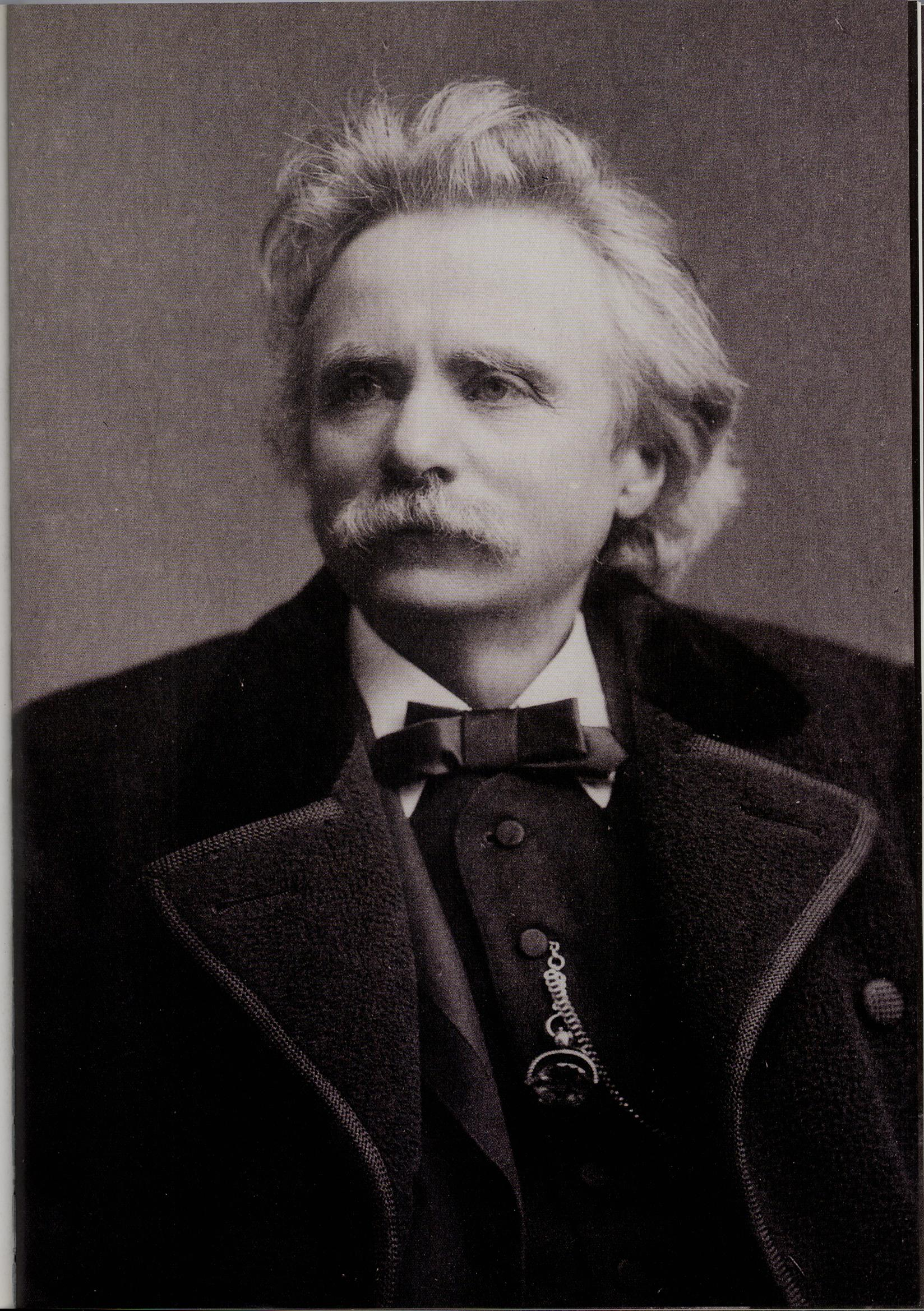
当作品の献呈を受けたグリーグ《1888年頃撮影》

交響曲第5番とほぼ同じ年の1888年にフローロフスコエにて作曲された。順番としては、8月に交響曲第5番が完成され、その後直ちにこの『ハムレット』に着手しようとしたが、チャイコフスキーの頭の中では、両者が併存していた時期もあったと思われる。『ハムレット』のスケッチは6月22日に一応完成したが、この後チャイコフスキーは交響曲第5番のオーケストレーションに専念し、交響曲の完成後に再び『ハムレット』の浄書に取りかかったといわれている。
シェイクスピアを題材とする、いずれも《幻想序曲》と銘打たれたチャイコフスキーの作品は、初期の『ロメオとジュリエット』（1869年）が有名で、他に『テンペスト』（1873年）がある。この『ハムレット』は、1888年11月24日にサンクトペテルブルクで、作曲者自身の指揮によって初演された。また、当日は交響曲第5番も再演されている。
なお、この曲はグリーグに献呈された。チャイコフスキーは1888年1月にライプツィヒでグリーグに逢い、のちに2人は深い共感で結ばれた。

## 劇付随音楽
チャイコフスキーは1891年に『ハムレット』の上演のための付随音楽（作品67b）を作曲した。作曲の依頼は作品67aの作曲以前から受けていたのであるが、その仕事が滞っている間に、先に演奏会用序曲として作品が成立することになった。しかし、付随音楽の序曲には作品67aの短縮版を作って用いている。なお、この付随音楽には他に、交響曲第2番第2楽章の行進曲、交響曲第3番第2楽章、弦楽のためのエレジーなどの旧作が転用されている。

## 楽器編成
- 木管楽器：フルート3、オーボエ2、コーラングレ、クラリネット2、ファゴット2
- 金管楽器：ホルン4、トランペット2、コルネット2、トロンボーン3、チューバ
- 打楽器：ティンパニ、スネアドラム、トムトム、バスドラム、タムタム、シンバル
- 弦五部

## 演奏時間
作品67a：約18分（原典版）、作品67b（付随音楽）の短縮版：約10分。

## 構成
楽曲全体には様々な動機が出てくるが、重要なのは冒頭の主題（ハムレット自身を暗示する）と、3分の1ほど進んでから出てくるオーボエによるロシア民謡風のもの（オフィーリアを表す）、そして木管が表情豊かに出す「愛の主題」の3つで、最後は原典版のみ fffff のクライマックスがあり、その後に『ロメオとジュリエット』のように葬送行進曲ふうになる。『ロメオとジュリエット』ほどのものではないが、この『ハムレット』は、チャイコフスキー特有のオーケストレーションの巧みさとメロディの美しさで、聴き手に感銘を与える。

## 関連作品
チャイコフスキーの《幻想序曲》
- ロメオとジュリエット
- テンペスト